# Hoằng Tiến
Hoằng Tiến là một xã thuộc tỉnh Thanh Hóa, Việt Nam.
Xã Hoằng Tiến có diện tích 4,39 km², dân số năm 1999 là 5730 người, mật độ dân số đạt 1305 người/km².